# Хельд, Юлиус
Юлиус Хельд (нем. Julius Held), полное имя Юлиус Самуэль Хельд (нем. Julius Samuel Held; 15 апреля 1905, Мосбах, Германская империя — 22 декабря 2002, Беннингтон, Вермонт, США) — немецкий и американский искусствовед, профессор, автор ряда книг по истории искусства.

## Биография
Юлиус Хельд родился 15 апреля 1905 года в Мосбахе, в семье торговца Адольфа Хельда (Adolf Held) и его жены Нанетты Зелигманн (Nannette Seligmann). Он учился в гимназии в Мосбахе, а затем в гимназии в Гейдельберге, которую он окончил в 1923 году.
На выбор его будущей профессии повлияла поездка в Нидерланды, которую он совершил, когда ему было около 18 лет. Во время этой поездки он посетил Рейксмюзеум в Амстердаме и Маурицхёйс в Гааге, и остался под большим впечатлением от нидерландской живописи.
С 1923 года Юлиус Хельд учился в Гейдельбергском университете, также посещал Берлинский университет имени Гумбольдта (в 1923—1924 и 1927—1928 годах) и Венский университет (в 1925—1926 годах). В 1930 году во Фрайбургском университете Хельд защитил диссертацию на тему «Влияние Дюрера на нидерландское искусство его времени» (нем. Dürers Wirkung auf die Niederländische Kunst seiner Zeit) и получил докторскую степень. Научным руководителем Хельда был Ганс Янтцен.
С 1931 года Юлиус Хельд начал свою профессиональную практику в Музее кайзера Фридриха (по другим данным — в Берлинском музее), но после прихода к власти нацистов в 1933 году он был уволен из музея из-за своего еврейского происхождения. В январе 1934 года он уехал в США. В 1936 году он женился на шведке Ингрид-Марте Нордин-Петтерссен (Ingrid-Märta Nordin-Petterssen, 1905—1986), которая занималась реставрацией произведений живописи. Чтобы убедить её приехать в США и стать его женой, ему пришлось предпринять весьма рискованную поездку в Германию.
В 1935—1937 годах Юлиус Хельд преподавал историю искусства в Нью-Йоркском университете. С 1937 года он стал работать в Барнард-колледже Колумбийского университета в Нью-Йорке. Там же он в 1944 году получил должность ассистент-профессора, в 1950 году — адъюнкт-профессора, а в 1954 году стал полным профессором. Хельд проработал в Барнард-колледже 33 года — до его выхода на пенсию в 1970 году. В 1997 году аудитория Barnard 304, в которой он преподавал, была названа в его честь — Julius S. Held Lecture Hall (лекционный зал Юлиуса Хельда).
После выхода на пенсию Юлиус Хельд поселился вместе с женой в Беннингтоне (штат Вермонт). Он продолжал преподавать в Питтсбургском университете, Уильямс-колледже в Уильямстауне (штат Массачусетс), а также в Институте искусств Стерлинга и Франсин Кларк.
Юлиус Хельд — автор ряда статей и книг, посвящённых истории искусства, в том числе творчеству художников Альбрехта Дюрера, Рембрандта и Питера Пауля Рубенса. В книге о картинах Рубенса в Эрмитаже, изданной в 1975 году, искусствовед Мария Варшавская отмечала, что «Юлиус Хельд, в настоящий момент, бесспорно, самый значительный из западных рубенсоведов», а также что «его исследования обогатили наши представления о диапазоне возможностей и мастерства Рубенса».

## Сочинения Юлиуса Хельда
- Dürers Wirkung auf die Niederländische Kunst seiner Zeit, M. Nijhoff, Haag, 1931
- Rubens, Harry N. Abrams, 1954
- Rubens: Selected Drawings, Phaidon, London, 1959
- Alteration and Mutilation of Works of Art, Duke University Press, Durham, NC, 1963
- Rembrandt’s 'Aristotle' and Other Rembrandt Studies, Princeton University Press, 1969
- 17th and 18th Century Art: Baroque Painting, Sculpture, Architecture, Harry N. Abrams, 1972 (совместно с Дональдом Поснером), ISBN 9780810900325
- The Oil Sketches of Peter Paul Rubens, Princeton University Press, 1980 (в двух томах)
- Rembrandt Studies, Princeton University Press, 1991